# Erupção dentária
A erupção dentária é um processo no desenvolvimento do dente no qual os dentes irrompem na boca e se tornam visíveis. Atualmente, acredita-se que o ligamento periodontal desempenhe um papel importante na erupção dentária. Os primeiros dentes humanos a aparecerem são os dentes decíduos (também conhecidos como dentes de leite), que irrompem na boca por volta dos 6 meses até os 2 anos de idade. Esses dentes são os únicos na boca até aproximadamente os 6 anos de idade, criando a fase chamada de dentição decídua. Nesse momento, o primeiro dente permanente irrompe e começa uma combinação de dentes decíduos e permanentes, conhecido como estágio de dentição mista, que dura até a perda do último dente decíduo. Em seguida, os dentes permanentes restantes irrompem na boca durante a fase de dentição permanente.

## Teorias
Embora os pesquisadores concordem que a erupção dentária é um processo complexo, há pouco acordo sobre a identidade do mecanismo que controla a erupção. Ao longo do tempo, muitas teorias foram eventualmente contestadas. De acordo com a Teoria do Deslocamento do Crescimento, o dente é empurrado para cima na boca pelo crescimento da raiz do dente na direção oposta, causando a esfoliação desse dente. A Teoria de Formação Óssea Continuada defendia que um dente é empurrado para cima pelo crescimento do osso ao redor do dente. Além disso, alguns acreditavam que os dentes eram empurrados para cima por pressão vascular ou por uma característica anatômica chamada rede acolchoada. A teoria da rede almofadada, proposta pela primeira vez por Harry Sicher, foi amplamente ensinada dos anos 1930 aos anos 1950. Essa teoria postulava que um ligamento abaixo de um dente, que Sicher observou ao microscópio em uma lâmina histológica, era o responsável pela erupção. Posteriormente, o "ligamento" Sicher observado foi considerado apenas um artefato criado no processo de preparação da lâmina.
A teoria atual mais amplamente aceita é que, embora várias forças possam estar envolvidas na erupção, o ligamento periodontal fornece o principal impulso para o processo. Teóricos levantam a hipótese de que o ligamento periodontal promove a erupção por meio do encolhimento e reticulação de suas fibras de colágeno e da contração de seus fibroblastos.
Há boas evidências de animais experimentais de que é improvável que uma força de tração esteja envolvida na erupção dentária: Animais tratados com latirógenos que interferem na formação de ligações cruzadas de colágeno mostraram taxas de erupção semelhantes aos animais controle, desde que as forças oclusais fossem removidas.
Inerente à maioria das teorias descritas acima, está a ideia de que uma força é gerada no ligamento periodontal abaixo dos dentes não irrompidos e que essa força empurra fisicamente os dentes para fora do osso. Essa ideia pode ter sido substituída por outra teoria recente. Essa nova teoria propõe, em primeiro lugar, que áreas de tensão e compressão são geradas nos tecidos moles ao redor dos dentes não irrompidos pela distribuição das forças de mordida através das mandíbulas. Esses padrões de tensão e compressão são ainda propostos para resultar em padrões de reabsorção e deposição óssea que levam o dente à boca. Essa teoria é baseada na Lei de Wolff, que é a ideia há muito estabelecida de que o osso muda de forma de acordo com as forças aplicadas. Significativamente, um estudo recente de análise de elementos finitos, analisando a distribuição da força através da mandíbula de uma criança de 8 anos, observou compressão geral nos tecidos moles acima e tensão nos tecidos moles abaixo, dentes não irrompidos.  Como o osso é reabsorvido quando comprimido e se forma sob tensão, essa análise de elemento finito apoia fortemente a nova teoria.  Mais trabalho é necessário, no entanto, para confirmar esta nova teoria experimentalmente.

## Cronologia de erupção

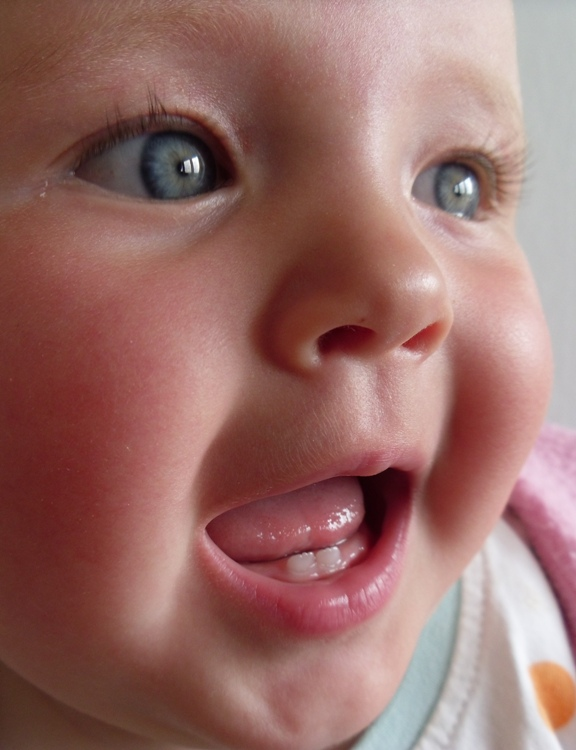
Os incisivos centrais inferiores decíduos, mostrados aqui na boca de uma criança do sexo feminino de sete meses, são os primeiros dentes a explodir

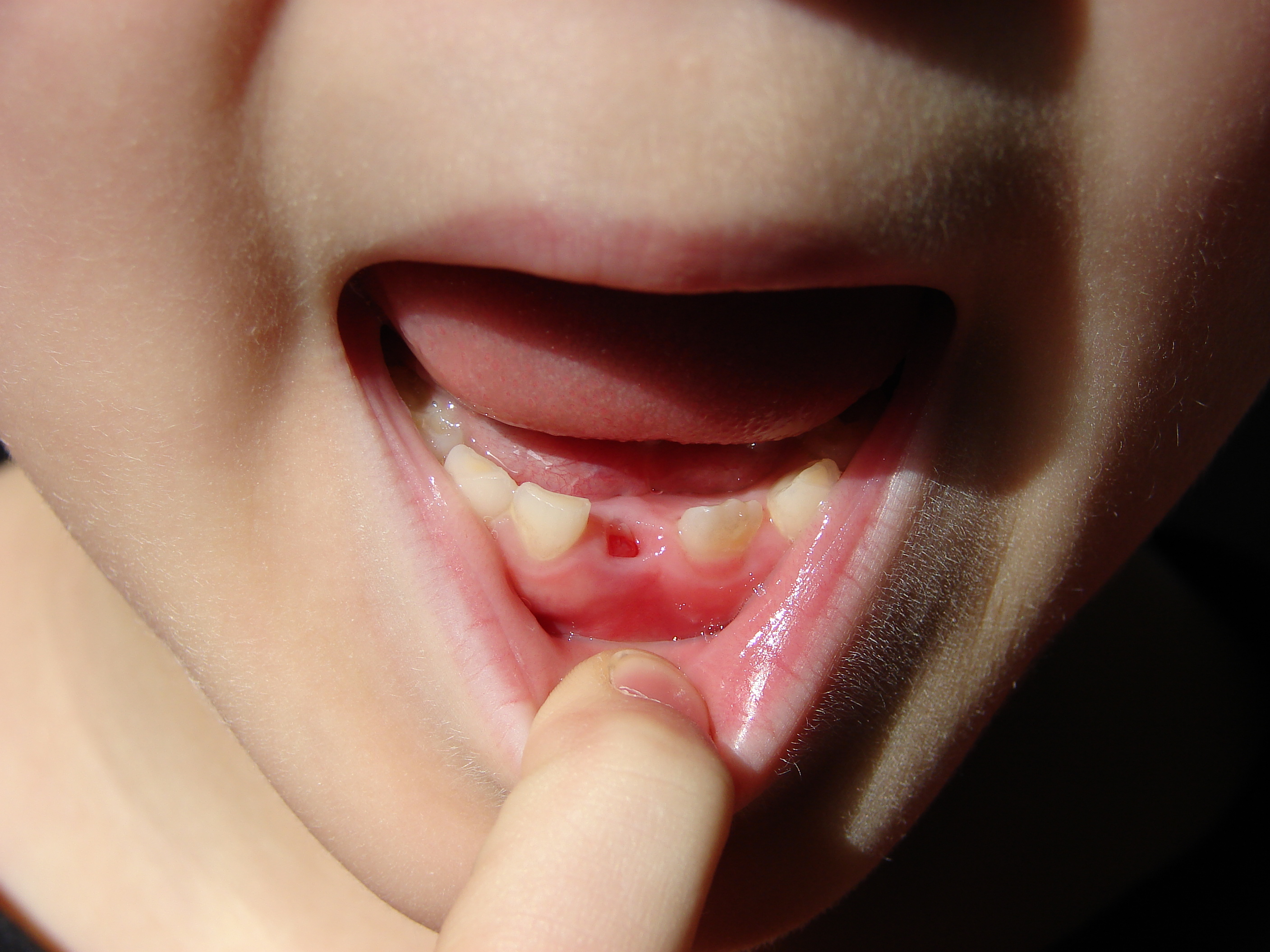
Dentes inferiores de uma criança de sete anos, mostrando dente decíduo (esquerdo), um dente decíduo perdido (meio) e um dente permanente totalmente erupcionado (direita)

Embora a erupção dentária ocorra em momentos diferentes para pessoas diferentes, existe um cronograma geral de erupção. Normalmente, os humanos têm 20 dentes decíduos e 32 dentes permanentes. A dentição passa por três fases.. O primeiro, conhecido como estágio da dentição decídua, ocorre quando apenas os dentes decíduos são visíveis. Assim que o primeiro dente permanente irrompe na boca, os dentes visíveis estão no estágio de dentição mista (ou de transição). Depois que o último dente decíduo é removido ou esfoliado pela boca, os dentes estão no estágio de dentição permanente. Distúrbios e alterações como hipotireoidismo, hipopituitarismo, síndrome de Down, disostose cleidocranial, raquitismo, fendas palatina, desequilíbrios hormonais, steodistrofia hereditária de Albright, displasia condroectodérmica, síndrome de Lange, displasia frontometafisária, síndrome de Gardner, síndrome de Gloltz, síndrome de Hunter, síndrome de Bloch Sulzberger, síndrome da mucopolissacaridose de Maroteaux-Lamy, síndrome de Miller-Dieker, síndrome da progeria e hipofosfatenia familial podem alterar ou retardar o processo de erupção e formação das dentaduras decídua e permanente  Cada paciente deve receber um período de dentição para permitir um tratamento dentário eficaz.

### Estágio de dentição decídua
O estágio da dentição decídua começa com a chegada dos incisivos centrais inferiores, normalmente por volta dos seis meses, e dura até o aparecimento dos primeiros molares permanentes na boca, geralmente aos seis anos. Existem 20 dentes decíduos e eles normalmente irrompem na seguinte ordem: (1) incisivo central , (2) incisivo lateral, (3) primeiro molar, (4) canino e (5) segundo molar. Como regra geral, quatro dentes irrompem a cada seis meses de vida, os dentes inferiores irrompem antes dos dentes superiores e os dentes irrompem mais cedo nas mulheres do que nos homens. Durante a dentição decídua, os botões dentários dos dentes permanentes desenvolvem-se inferiormente aos dentes decíduos, perto do palato ou da língua.

### Estágio de dentição mista
O estágio da dentição mista começa quando o primeiro dente permanente aparece na boca, geralmente aos cinco ou seis anos com o primeiro molar permanente, e dura até que o último dente decíduo seja perdido, geralmente aos dez, onze ou doze anos. Existem 32 dentes permanentes e os dos maxilares irrompem em uma ordem diferente dos dentes mandibulares permanentes. Os dentes superiores normalmente irrompem na seguinte ordem: (1) primeiro molar (2) incisivo central, (3) incisivo lateral, (4) primeiro pré-molar, (5) segundo pré-molar, (6) canino, (7) segundo molar e (8) terceiro molar . Os dentes inferiores normalmente irrompem na seguinte ordem: (1) primeiro molar (2) incisivo central, (3) incisivo lateral, (4) canino, (5) primeiro pré-molar, (6) segundo pré-molar, (7) segundo molar e (8) terceiro molar . Embora esta seja a ordem de erupção mais comum, a variação é comum.
Como não há pré-molares na dentição decídua, os molares decíduos são substituídos por pré-molares permanentes. Se algum dente decíduo for cortado ou perdido antes que os dentes permanentes estejam prontos para substituí-lo, alguns dentes posteriores podem se mover para a frente e causar a perda de espaço na boca. Isso pode causar apinhamento e / ou posicionamento incorreto quando os dentes permanentes explodem, o que geralmente é conhecido como má oclusão . A ortodontia pode ser necessária em tais circunstâncias para que um indivíduo alcance uma dentição funcional e estética favorável ao paciente.

### Estágio de dentição permanente
A dentição permanente começa quando o último dente decíduo é perdido, geralmente entre 11 e 12 anos, e dura o resto da vida ou até que todos os dentes sejam perdidos ( edentulismo ). Durante esse estágio, por volta dos 18 anos de idade, os terceiros molares permanentes (também chamados de " dentes do siso ") podem ou não irromper na cavidade oral. Quando eles irrompem são frequentemente extraídos devido a cáries, dor ou impacções. As principais razões para a perda de dentes são cáries ou doenças periodontais .

## Erupção ativa vs. erupção passiva

### Erupção ativa
A erupção ativa é conhecida como erupção dos dentes na boca em direção ao plano oclusal. Este é um caminho natural de erupção de todos os dentes à medida que emergem da gengiva e continuam a erupção até entrarem em contato com o dente oposto.

### Erupção passiva
A erupção passiva é conhecida como movimento da gengiva apicalmente ou para longe da coroa do dente até o nível da junção cemento-esmalte (JEC) após o dente ter erupcionado completamente. Problemas na migração apical do tecido gengival podem dar origem ao que é conhecido como erupção passiva alterada ou retardada. Nesse fenômeno, os tecidos gengivais deixam de se mover apicalmente e, portanto, levam a coroas clínicas mais curtas, com dentes mais quadrados e aparência do que é conhecido como sorriso gengival.

#### Classificação Coslet
Coslet et al. classificou a erupção passiva tardia em dois tipos, que relacionavam a crista óssea de um dente à junção mucogengival (JMG) desse dente. Esses dois grupos foram divididos com base na posição da crista óssea alveolar na junção cemento-esmalte.
| Modelo  | Nível da crista óssea | Nível gengival anexado | Nível de margem gengival | Tratamento                                       |
| ------- | --------------------- | ---------------------- | ------------------------ | ------------------------------------------------ |
| Tipo 1a | Apical para CEJ       | Adequado               | Incisal para CEJ         | Gengivectomia                                    |
| Tipo 1b | Na CEJ                | Adequado               | Incisal para CEJ         | Gengivectomia e cirurgia óssea                   |
| Tipo 2a | Apical para CEJ       | Inadequada             | Incisal para CEJ         | Retalho apicamente posicionado                   |
| Tipo 2b | Na CEJ                | Inadequada             | Incisal para CEJ         | Retalho apicalmente posicionado e cirurgia óssea |

## Anomalias de erupção
As anomalias de erupção dentária são frequentemente causadas pela genética e podem resultar em má oclusão. A anomalias dentárias que interferem na erupção são as Anomalias dentárias de número.
Anomalias dentárias de número
As anomalias de número podem ocorrer de duas formas: ausência do desenvolvimento de um ou mais dentes (agenesia) ou excesso do número normal de dentes (hiperdontia). A agenesia ou hipodontia é a anomalia de desenvolvimento congênita mais comum, ela é definida como a ausência congênita de um ou mais dentes decíduos ou permanentes. A hipodontia, pode estar associada a anomalias congênitas ou síndromes, tais como displasia ectodérmica e síndrome de Down, ocorre devido à ausência da formação de parte dos botões epiteliais a partir da lâmina dentária. Uma grande porcentagem dos casos primários de hipodontia apresenta-se por herança autossômica dominante e normalmente, não ocorre de forma isolada, é frequentemente relatada em associação com outras anomalias dentárias, como transposição, impactação, atraso no desenvolvimento dentário, erupção ectópica, dentes decíduos retidos, e outras anormalidades no tamanho e forma.. Vinte por cento das agenesias congênitas são de incisivo lateral superior (ISL), que ocupam o segundo lugar na prevalência de agenesias. As agenesias em dentes permanentes ocorrem entre 2 a 17% na população, podendo ocorrer de forma unilateral ou bilateral.
A hiperdontia ou dentes supranumerários são descritos como um excesso no número de dentes sua etiologia esta associada a fatores genéticos e ambientais. Mas também foram sugeridos outros fatores para a sua ocorrência, tais como, a hereditariedade, a tendência atávica, dicotomia do germe dental, síndromes genéticas e hiperatividade lâmina dentária. A hiperatividade localizada e independente da lâmina dentária é a teoria mais aceita para o desenvolvimento de dentes supranumerários. Entre os vários dentes supranumerários, os mesiodentes são os mais comumente encontrados seguidos pelos 4º molares (distomolares), pré-molares e incisivo lateral superior.
Anomalias dentárias de tamanho
Macrodontia
Também pode ser denominada de megalodontia, magadontia ou gigantismo dentário, sendo  uma anomalia rara, que se refere aos dentes maiores que o normal , pode ocorrer tanto no sentido mésio-distal, quanto no longitudinal, ou seja, cérvico-incisal ou cérvico-oclusal . Nessa alteração não deve incluir dentes que foram alterados por fusão ou geminação . Esta alteração está geralmente ligada a distúrbios sistêmicos ou síndromes, como a hemi-hiperplasia facial, insulino-resistência a diabetes, Síndrome Otodental, Síndrome XYY e a Síndrome KBG, a causa mais provável é que este distúrbio de desenvolvimento seja devido a uma proliferação anormal durante a fase de broto na odontogênese. Tal anomalia pode causar dificuldade na erupção do dente e, além disso, para o dente já erupcionado é mais suscetível ao aparecimento de cárie, devido à sua anatomia. Pode afetar um grupo específico de dentes ou apenas um elemento, baixa a prevalência de macrodontia bilateral, em contrapartida, afeta todas as estruturas do dente. Geralmente a  forma do dente é mantida, porém pode-se apresentar discretas alterações morfológicas.
A macrodontia local não apresenta causa definida, já a generalizada está relacionada com hiperpuitarismo, hemi-hipertrofia facial, distúrbios do desenvolvimento de caráter geral e hereditariedade cruzada . O dente acometido é denominado de macrodente, podendo ser confundido com dente acometido por geminação (divisão ou separação das porções coronária e radicular) ou fusão (com ausência de um dente na arcada . A maioria dos casos não requer tratamento, porém, em casos de má-oclusão, é indicado tratamento ortodôntico a fim de restabelecer a harmonia entre as arcadas superior e inferior.
Microdontia
A microdontia também denominada de nanismo dentário refere-se à redução do tamanho normal do dente ou parte dele, pode ser localizada ou generalizada , consiste em dentes fisicamente menores que o comum. Os dentes microdônticos se apresentam pequenos, com coroas curtas e muitas vezes sem os pontos de contato . Acredita-se que esta anomalia de tamanho seja originada durante o estágio de morfodiferenciação do desenvolvimento dos dentes, porém , o fator ou fatores responsáveis permanecem desconhecidos . É provável que este distúrbio de desenvolvimento seja causado devido a uma proliferação anormal durante a fase de broto na odontogênese.  Semelhante à macrodontia, pode afetar um ou alguns dentes de forma uni ou bilateral (localizada ou parcial)ou também, pode afetar todos os dentes (generalizada). Essa alteração é mais comum em incisivo lateral superior direito, seguido de incisivo lateral superior esquerdo, terceiro molar superior esquerdo e terceiro molar superior direito, dentes estes também muito acometidos por anodontia parcial.
Os segundos pré-molares superiores e inferiores raramente são afetados . São exemplos de microdontia os incisivos laterais conóides e também os dentes supranumerários, que muitas vezes são acometidos por esta patologia . Casos de microdontia difusa são incomuns, estando geralmente ligados à síndrome de Down, nanismo hipofisário, e associado. Para o tratamento da microdontia deve-se considerar os requisitos funcionais, estéticos, necessidade de extração e o potencial de se intervir com tratamento restaurador e tratamento ortodôntico.